# Ščetinasta strnjenka
Ščetinasta strnjenka (znanstveno ime Lentinus substrictus) je gliva iz rodu strnjenk (Lentinus).

## Značilnosti
Klobuk je velik od 3 do 10 cm. V mladosti je izbočen, nato se razširi in na sredini dobi vdrtino. Je rumeno do olivno rjavo obarvan. Površina je žametna. Rob je valovit in naguban.
Trosovnica je sestavljena iz zelo majhnih in okroglih luknjic, širokih od 0,1 do 0,2 mm in gostote od 5 do 6 na mm. Najprej so bele, nato rumene barve. Cevke so kratke in se spuščajo navzdol po steblu.
Bet je visok od 1 do 5 cm in debel okoli 1 cm. Na klobuk je pritrjen sredinsko. Je valjast, dolg, tanek, trd, poln. Najprej je sive, nato oker rjave barve. Rahlo puhast in dlakav oziroma luskast.
Meso je zelo trdo, prožno, zelo žilavo, svetlo rjavo. V dnišču beta je temnejše. Ima rahel vonj po gobah in blag okus.

## Razširjenost in življenjski prostor
Najdemo ga lahko pomladi in zgodaj poleti v vlažnih gozdovih, na bregovih potokov in obrobjih močvirij. Kot gniloživka raste na večjih ostankih lesa različnih listavcev na katerem povzroča belo gnilobo.

## Mikroskopske značilnosti
Trosni odtis je bele barve. Trosi so valjasti in rahlo ukrivljeni, gladki, neamiloidni in merijo 5–7,5 x 1,5–2,5 μm.

## Podobne vrste
- zimska strnjenka (Lentinus brumalis) raste že pozimi in ima večje in bolj oglate luknjice
- rombasta strnjenka (Lentinus arcularis) ima večje, rombaste luknjice
- satjasta novostrnjenka (Neofavolus alveolaris) ima oranžen klobuk in velike oglate luknjice
- raznolični satovničar (Cerioporus leptocephalus) ima črno dnišče in večje luknjice
- smolasta luknjičarka (Picipes badius) ima podobno majhne luknjice na trosovnici, a temnejši lijast klobuk in bet

## Uporabnost
Neužitna zaradi žilavosti.